# Juan Bautista Bruguera
Juan Bautista Bruguera y Morreras (fl. 1750-1766) fue un compositor, teórico musical y maestro de capilla español.

## Vida
Se desconocen los orígenes de Bruguera, aunque se sabe que se formó en la Escolanía de Montserrat.
En 1750 se presentó a las oposiciones para el magisterio de Basílica de Santa María del Pino (Barcelona). Posiblemente ese mismo año, tras el fallecimiento del maestro Pedro Rodrigo, Bruguera lo sucedió en el cargo de maestro de capilla del Real Monasterio de la Encarnación de Madrid, según lo que él mismo afirma en su Apologética [...]. En 1752, procedente de Valladolid, el magisterio de la Encarnación pasó a José Mir y Llussá, por lo que es de suponer que Bruguera ya no ocupaba el cargo.
En 1759 se presentó a las oposiciones para el magisterio de la Basílica de Santa María del Mar, vacante por el fallecimiento del maestro Salvador Figueras. Compitió con Pablo Güell, Juan Montserrat (maestro de Torredembarra), Pablo Reynalt (de la Colegiata de Guissona) y Pedro Antonio Monlleó, que ganó las oposiciones.
En 1763 se presentó a las oposiciones al magisterio de la Catedral de Toledo, primada de España. El maestro Jaime Casellas se había jubilado en 1762 y para su sustitución se realizaron exámenes, que ganó Juan Rossell. Bruguera quedó segundo en las oposiciones, de nuevo, según relata en su Apologética [...]
En 1765 era maestro de capilla de Figueras (provincia de Gerona).

## Obra
En 1765 presentó al concurso del Catch Club de Londres un canon a tres voces titulado Beatus Vir, que ganó un premio de 1000 guineas y una medalla de oro, condecoración que le fue entregada por el capitán general, marqués de la Mina, en nombre de la Corte de Inglaterra. Esta obra se publicó en Four Collection of Catches, Canons and Glees [...] inscribed to the noblemen and gentlemen of the Catch-Club at Almacks y actualmente se conserva una copia en la Biblioteca Imperial de Viena. Otras obras suyas se pueden encontrar en la Biblioteca de Cataluña.
Intervino en la polémica provocada por la obra del padre Antonio Soler, Llave de la Modulación con la Carta Apologética..., datada en Figueras el 2 de enero de 1766 y en la que se declaró en contra del compositor. La carta fue publicada en Madrid y existen ciertas teorías que defienden que lo hizo su hermano, Pedro Bruguera Morreras o Juan Bautista mismo.
Desde 1970 tiene una calle dedicada a la zona del Eixample de Figueras.